# Jos Lansink
Jozeph Johannes Gerhardus Marinus Lansink –conocido como Jos Lansink– (Weerselo, 19 de marzo de 1961) es un jinete neerlandés que compitió en la modalidad de salto ecuestre (desde el año 2004 bajo la bandera de Bélgica).
Participó en siete Juegos Olímpicos de Verano, entre los años 1988 y Londres 2012, obteniendo una medalla de oro en Barcelona 1992, en la prueba por equipos (junto con Piet Raijmakers, Bert Romp y Jan Tops), el quinto lugar en Seúl 1988, el séptimo en Atlanta 1996, el quinto en Sídney 2000 y el sexto en Atenas 2004, en la misma prueba.
Ganó tres medallas en el Campeonato Mundial de Saltos Ecuestres entre los años 2002 y 2010, y seis medallas en el Campeonato Europeo de Saltos Ecuestres entre los años 1989 y 2007.

## Palmarés internacional
| Representando a los Países Bajos |                               |                   |             |
| Juegos Olímpicos                 |                               |                   |             |
| Año                              | Lugar                         | Medalla           | Categoría   |
| 1992                             | Barcelona (España)            | Medalla de oro    | Por equipos |
| Campeonato Europeo               |                               |                   |             |
| Año                              | Lugar                         | Medalla           | Categoría   |
| 1989                             | Róterdam (Países Bajos)       | Medalla de bronce | Individual  |
| 1991                             | La Baule (Francia)            | Medalla de oro    | Por equipos |
| 1991                             | La Baule (Francia)            | Medalla de bronce | Individual  |
| 1997                             | Mannheim (Alemania)           | Medalla de plata  | Por equipos |
| 1999                             | Hickstead (Reino Unido)       | Medalla de bronce | Por equipos |
| Representando a Bélgica          |                               |                   |             |
| Campeonato Mundial               |                               |                   |             |
| Año                              | Lugar                         | Medalla           | Categoría   |
| 2002                             | Jerez de la Frontera (España) | Medalla de bronce | Por equipos |
| 2006                             | Aquisgrán (Alemania)          | Medalla de oro    | Individual  |
| 2010                             | Lexington (Estados Unidos)    | Medalla de bronce | Por equipos |
| Campeonato Europeo               |                               |                   |             |
| Año                              | Lugar                         | Medalla           | Categoría   |
| 2007                             | Mannheim (Alemania)           | Medalla de plata  | Individual  |